# Eleição municipal de João Pessoa em 2020
A eleição municipal do município de João Pessoa em 2020 ocorreu nos dias 15 de novembro (primeiro turno) e 29 de novembro (segundo turno), com o objetivo de eleger um prefeito, um vice-prefeito e 27 vereadores responsáveis pela administração da cidade para o mandato a se iniciar em 1° de janeiro de 2021 e com término em 31 de dezembro de 2024.
O processo eleitoral de 2020 foi marcado pela sucessão para o cargo ocupado pelo atual prefeito Luciano Cartaxo, do PV, que por estar em seu segundo mandato não poderia se candidatar a reeleição.
14 candidatos disputaram a prefeitura de João Pessoa no primeiro turno. O ex-senador Cícero Lucena, do PP, recebeu 75.610 votos, contra 60.615 do jornalista Nilvan Ferreira (MDB), que superou o deputado federal Ruy Carneiro (PSDB) em disputa apertada pela outra vaga (885 votos de vantagem para o emedebista). Entre os vereadores, o mais votado foi Tanilson Soares, do Avante, que recebeu 7.570 votos.
Em 29 de novembro de 2020, Cicero Lucena foi eleito prefeito de João Pessoa pela terceira vez, com 53,16% dos votos válidos (185.055 no total), contra 163.030 de Nilvan Ferreira (46,84%). Houve ainda 15.164 votos brancos, 37.103 nulos e 121.917 abstenções.

## Contexto político e pandemia
As eleições municipais de 2020 estão sendo marcadas, antes mesmo de iniciada a campanha oficial, pela pandemia do coronavírus SARS-CoV-2 (causador da COVID-19), o que está fazendo com que os partidos remodelem suas metodologias de pré-campanha. O Tribunal Superior Eleitoral (TSE) autorizou os partidos a realizarem as convenções para escolha de candidatos aos escrutínios por meio de plataformas digitais de transmissão, para evitar aglomerações que possam proliferar o vírus. Alguns partidos recorreram a mídias digitais para lançar suas pré-candidaturas. Além disso, a partir deste pleito, será colocada em prática a Emenda Constitucional 97/2017, que proíbe a celebração de coligações partidárias para as eleições legislativas, o que pode gerar um inchaço de candidatos ao legislativo. Conforme reportagem publicada pelo jornal Brasil de Fato em 11 de fevereiro de 2020, o país poderá ultrapassar a marca de 1 milhão de candidatos a prefeito, vice-prefeito e vereador neste escrutínio, o que não seria necessariamente bom, na opinião do professor Carlos Machado, da UnB (Universidade de Brasília): “Temos o hábito de criticar de forma intensa a coligação partidária, sem parar para refletir sobre os elementos positivos dela. O número de candidatos que um partido pode apresentar numa eleição, varia se ele estiver dentro de uma coligação, porque quando os partidos participam de uma coligação, eles são considerados como um único partido", afirmou Machado na reportagem.

## Candidaturas
Foram confirmados como candidatos à prefeitura de João Pessoa os seguintes:

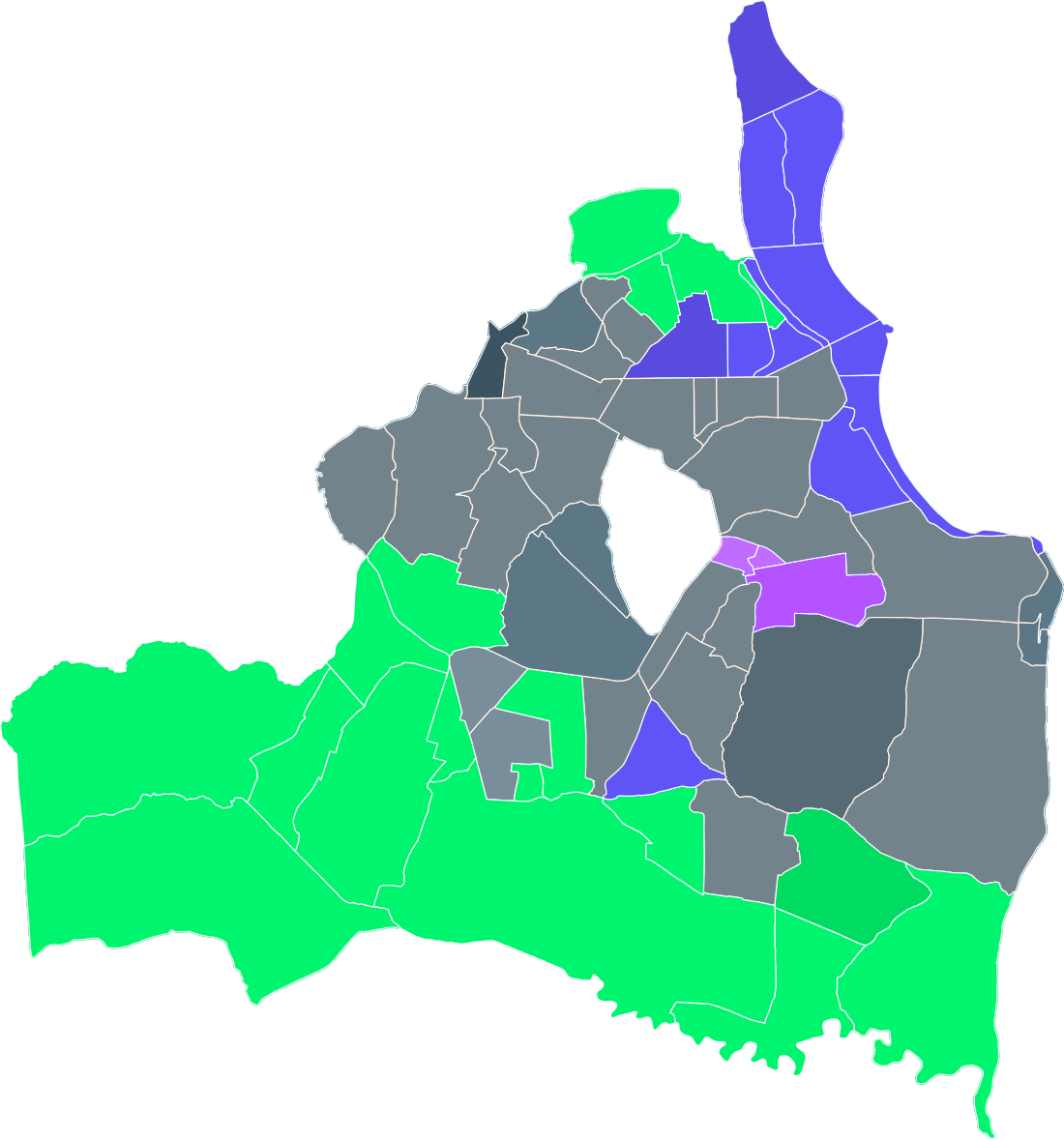
Mapa 1° Turno por bairros

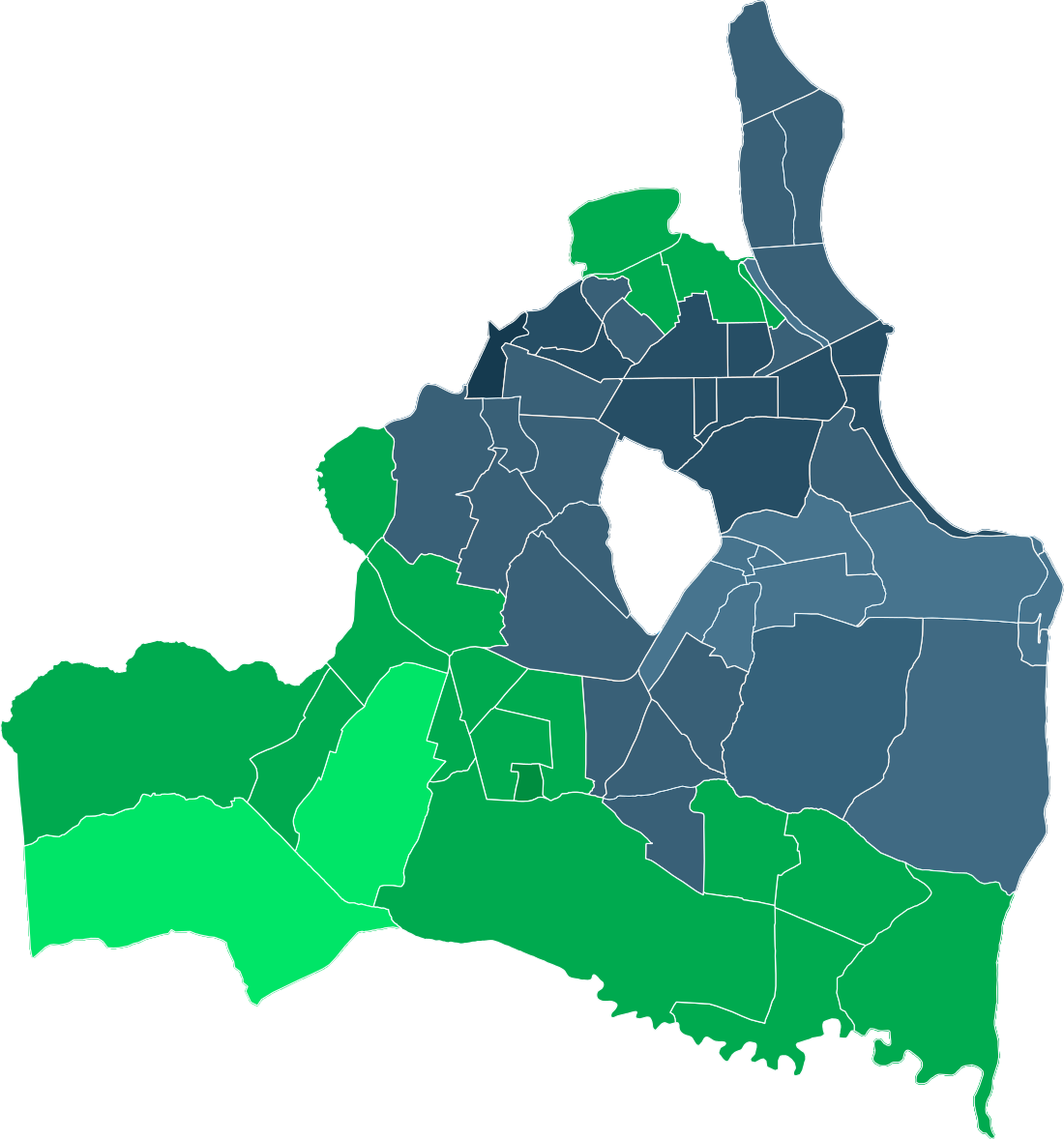
Mapa 2° turno por bairros

| Número eleitoral | Candidato(a) a prefeito | Candidato(a) a prefeito | Candidato(a) a vice-prefeito | Candidato(a) a vice-prefeito | Coligação                                                                                           | Tempo no horário eleitoral  |
| Número eleitoral | Nome                    | Partido                 | Nome                         | Partido                      | Coligação                                                                                           | Tempo no horário eleitoral  |
| ---------------- | ----------------------- | ----------------------- | ---------------------------- | ---------------------------- | --------------------------------------------------------------------------------------------------- | --------------------------- |
| 11               | Cícero Lucena           | PP                      | Léo Bezerra                  | Cidadania                    | "Pra Cuidar de João Pessoa" - PP - Cidadania - PTB - Republicanos - PTC - PMN - Avante - PRTB - PMB | 1 minuto e 46 segundos      |
| 13               | Anísio Maia             | PT                      | Percival Henriques           | PCdoB                        | "Unidos por João Pessoa" - PT - PCdoB                                                               | 1 minuto e 15 segundos      |
| 15               | Nilvan Ferreira         | MDB                     | Major Milanez                | MDB                          | Sem coligação                                                                                       | 42 segundos                 |
| 16               | Rama Dantas             | PSTU                    | Tanque                       | PSTU                         | Sem coligação                                                                                       | Sem tempo no guia eleitoral |
| 18               | Carlos Monteiro         | REDE                    | Filipe Leite                 | REDE                         | Sem coligação                                                                                       | Sem tempo no guia eleitoral |
| 25               | Raoni                   | DEM                     | Coronel Ramalho              | DEM                          | "Pra João Pessoa Funcionar" - DEM - PODE                                                            | 55 segundos                 |
| 29               | Camilo Duarte           | PCO                     | Maurição Almeida             | PCO                          | Sem coligação                                                                                       | Sem tempo no guia eleitoral |
| 40               | Ricardo Coutinho        | PSB                     | Paula Frassinete             | PSB                          | Sem coligação                                                                                       | 40 segundos                 |
| 43               | Edilma Freire           | PV                      | Mariana Feliciano            | PDT                          | "João Pessoa da Gente" - PV - PDT - PROS                                                            | 49 segundos                 |
| 45               | Ruy Carneiro            | PSDB                    | Zé Gadelha                   | PSC                          | "A Cidade no Ritmo Certo" - PSDB - PSC - PSD - PL                                                   | 1 minuto e 59 segundos      |
| 50               | Ítalo Guedes            | PSOL                    | Márcio Roberto               | PSOL                         | Sem coligação                                                                                       | 16 segundos                 |
| 51               | Wallber Virgolino       | Patriota                | Leila Fonseca                | Patriota                     | "Coragem para Fazer o Novo" - Patriota - DC                                                         | 15 segundos                 |
| 77               | João Almeida            | Solidariedade           | Carlisson Figueiredo         | PSL                          | "Um Novo Momento, Uma Nova Solução" - Solidariedade - PSL                                           | 1 minuto e 16 segundos      |
| 80               | Rafael Freire           | UP                      | João Batista                 | UP                           | Sem coligação                                                                                       | Sem tempo no guia eleitoral |

## Candidaturas a vereador
Conforme dados informados pelos candidatos ao TSE. PCO, PODE, DC, PSD e PTC não lançaram candidaturas a vereador.
Entre os 667 candidatos a vereador (aptos e inabilitados para a disputa), Benedita Siqueira (DEM) foi a mais velha postulante ao cargo, aos 80 anos, enquanto Vitória Ohara (UP), aos 20, foi a mais nova a disputar a eleição.
| Partido       | Número de candidaturas |
| ------------- | ---------------------- |
| PT            | 25                     |
| PSTU          | 1                      |
| PV            | 33                     |
| PSL           | 41                     |
| PP            | 31                     |
| PSB           | 18                     |
| Solidariedade | 28                     |
| Republicanos  | 41                     |
| PSC           | 10                     |
| PCdoB         | 37                     |
| REDE          | 13                     |
| PTB           | 3                      |
| MDB           | 36                     |
| PSOL          | 23                     |
| Patriota      | 41                     |
| DEM           | 25                     |
| UP            | 3                      |
| Avante        | 29                     |
| PL            | 24                     |
| Cidadania     | 33                     |
| PRTB          | 36                     |
| PDT           | 41                     |
| PMN           | 5                      |
| PSDB          | 26                     |
| PMB           | 32                     |
| PROS          | 32                     |
| Total         | 667                    |

## Geradoras do guia eleitoral
Em 2 de outubro de 2020, a Justiça Eleitoral fez o sorteio das emissoras que gerariam os programas de rádio e televisão. No primeiro turno, a distribuição foi a seguinte: entre 9 e 17 de outubro, a TV Cabo Branco; de 18 a 26, a TV Correio; entre 27 de outubro e 4 de novembro, a TV Arapuan, e a TV Manaíra encerrou o rodízio de transmissões, entre os dias 5 e 12 de novembro. Ruy Carneiro e Cícero Lucena tiveram o maior tempo no horário eleitoral (1 minuto e 59 segundos para o candidato do PSDB e 1 minuto e 46 para o prefeitável do PP). Camilo Duarte (PCO), Rama Dantas (PSTU), Carlos Monteiro (REDE) e Rafael Freire (UP) não participam do guia, pois seus partidos não alcançaram o mínimo de 1,5% de votos válidos exigido pela cláusula de barreira.
As transmissões do horário eleitoral no rádio foram feitas pela Rádio Tabajara, e a TV Tambaú foi a geradora do horário eleitoral no segundo turno.

## Pesquisas eleitorais

### Primeiro turno
| Fonte | Data(s) conduzidas | Amostragem | Cícero Lucena PP | Nilvan Ferreira MDB | Ricardo Coutinho PSB | Wallber Virgolino Patriota | Ruy Carneiro PSDB | Edilma Freire PV | Raoni Mendes DEM | Anísio Maia PT | João Almeida SD | Carlos Monteiro REDE | Camilo Duarte PCO | Rafael Freire UP | Pablo Honorato Nascimento PSOL | Outros | Abst. Indec. | Vantagem |     |     |   |     |    |
| ----- | ------------------ | ---------- | ---------------- | ------------------- | -------------------- | -------------------------- | ----------------- | ---------------- | ---------------- | -------------- | --------------- | -------------------- | ----------------- | ---------------- | ------------------------------ | ------ | ------------ | -------- | --- | --- | - | --- | -- |
| Fonte | Data(s) conduzidas | Amostragem | Ibope            | 3-4 Out             | 602                  | 18%                        | 15%               | 12%              | 10%              | 7%             | 5%              | 2%                   | 1%                | 1%               | >1%                            | >1%    | Abst. Indec. | Vantagem | >1% | >1% | – | 28% | 3% |

| Fonte | Data(s) conduzidas | Amostragem | Cícero Lucena PP | Nilvan Ferreira MDB | Ricardo Coutinho PSB | Wallber Virgolino Patriota | Ruy Carneiro PSDB | Edilma Freire PV | João Almeida SD | Raoni Mendes DEM | Anísio Maia PT | Carlos Monteiro REDE | Camilo Duarte PCO | Rafael Freire UP | Pablo Honorato Nascimento PSOL | Outros | Abst. Indec. | Vantagem |     |     |   |     |    |
| ----- | ------------------ | ---------- | ---------------- | ------------------- | -------------------- | -------------------------- | ----------------- | ---------------- | --------------- | ---------------- | -------------- | -------------------- | ----------------- | ---------------- | ------------------------------ | ------ | ------------ | -------- | --- | --- | - | --- | -- |
| Fonte | Data(s) conduzidas | Amostragem | Ibope            | 20-22 Out           | 602                  | 21%                        | 15%               | 10%              | 10%             | 9%               | 9%             | 3%                   | 1%                | 1%               | >1%                            | >1%    | Abst. Indec. | Vantagem | >1% | >1% | – | 20% | 6% |

| Fonte | Data(s) conduzidas | Amostragem | Cícero Lucena PP | Nilvan Ferreira MDB | Ruy Carneiro PSDB | Edilma Freire PV | Ricardo Coutinho PSB | Wallber Virgolino Patriota | João Almeida SD | Raoni Mendes DEM | Camilo Duarte PCO | Rafael Freire UP | Anísio Maia PT | Carlos Monteiro REDE | Pablo Honorato Nascimento PSOL | Outros | Abst. Indec. | Vantagem |     |     |   |     |    |
| ----- | ------------------ | ---------- | ---------------- | ------------------- | ----------------- | ---------------- | -------------------- | -------------------------- | --------------- | ---------------- | ----------------- | ---------------- | -------------- | -------------------- | ------------------------------ | ------ | ------------ | -------- | --- | --- | - | --- | -- |
| Fonte | Data(s) conduzidas | Amostragem | Ibope            | 12-14 Nov           | 602               | 22%              | 15%                  | 13%                        | 10%             | 8%               | 7%                | 3%               | 2%             | >1%                  | >1%                            | >1%    | Abst. Indec. | Vantagem | >1% | >1% | – | 19% | 7% |

### Segundo turno
| Fonte             | Data(s) conduzidas | Amostragem | Cícero Lucena PP  | Nilvan Ferreira MDB | Abst. Indec. | Vantagem |     |       |       |       |       |
| ----------------- | ------------------ | ---------- | ----------------- | ------------------- | ------------ | -------- | --- | ----- | ----- | ----- | ----- |
| Fonte             | Data(s) conduzidas | Amostragem | Instituto Opinião | 19-20 Nov           | Abst. Indec. | Vantagem | 800 | 43,5% | 32,1% | 24,4% | 11,4% |
| Consult           | 20-21 Nov          | 1.000      | 49,2%             | 40,9%               | 9,9%         | 8,3%     |     |       |       |       |       |
| Ibope             | 22-24 Nov          | 602        | 44%               | 36%                 | 19%          | 8%       |     |       |       |       |       |
| Instituto Datavox | 24-25 Nov          | 800        | 46,5%             | 35,4%               | 18,1%        | 11,1%    |     |       |       |       |       |
| Sigma Algebra     | 25-26 Nov          | 1.001      | 40%               | 41%                 | 19%          | 1%       |     |       |       |       |       |
| Ibope             | 27-28 Nov          | 602        | 47%               | 35%                 | 19%          | 12%      |     |       |       |       |       |

## Resultados do primeiro turno

### Prefeito
| Candidato(a)           | Candidato(a)                 | Vice                       | 1º turno 15 de novembro de 2020 | 1º turno 15 de novembro de 2020 | 2º turno 29 de novembro de 2020 | 2º turno 29 de novembro de 2020 |
| Candidato(a)           | Candidato(a)                 | Vice                       | Total                           | Porcentagem                     | Total                           | Porcentagem                     |
| ---------------------- | ---------------------------- | -------------------------- | ------------------------------- | ------------------------------- | ------------------------------- | ------------------------------- |
|                        | Cícero Lucena (PP)           | Léo Bezerra (Cidadania)    | 75.610                          | 20,72%                          | 185.055                         | 53,16%                          |
|                        | Nilvan Ferreira (MDB)        | Major Milanez (MDB)        | 60.615                          | 16,61%                          | 163.030                         | 46,84%                          |
|                        | Ruy Carneiro (PSDB)          | Zé Gadelha (PSC)           | 59.730                          | 16,37%                          | Não participaram                | Não participaram                |
|                        | Wallber Virgolino (Patriota) | Leila Fonseca (DC)         | 50.801                          | 13,92%                          | Não participaram                | Não participaram                |
|                        | Edilma Freire (PV)           | Mariana Feliciano (PDT)    | 47.157                          | 12,93%                          | Não participaram                | Não participaram                |
|                        | Ricardo Coutinho (PSB)       | Paula Frassinete (PSB)     | 38.969                          | 10,68%                          | Não participaram                | Não participaram                |
|                        | Raoni Mendes (DEM)           | Coronel Ramalho (DEM)      | 15.582                          | 4,27%                           | Não participaram                | Não participaram                |
|                        | João Almeida (Solidariedade) | Carlisson Figueiredo (PSL) | 6.312                           | 1,73%                           | Não participaram                | Não participaram                |
|                        | Anísio Maia (PT)             | Percival Henriques (PCdoB) | 5.431                           | 1,49%                           | Não participaram                | Não participaram                |
|                        | Ítalo Guedes (PSOL)          | Márcio Roberto (PSOL)      | 2.403                           | 0,66%                           | Não participaram                | Não participaram                |
|                        | Carlos Monteiro (REDE)       | Filipe Leite (REDE)        | 949                             | 0,26%                           | Não participaram                | Não participaram                |
|                        | Rafael Freire (UP)           | João Batista (UP)          | 865                             | 0,25%                           | Não participaram                | Não participaram                |
|                        | Rama Dantas (PSTU)           | Tanque (PSTU)              | 345                             | 0,09%                           | Não participaram                | Não participaram                |
|                        | Camilo Duarte (PCO)          | Maurição Almeida (PCO)     | 82                              | 0,02%                           | Não participaram                | Não participaram                |
| Total de votos válidos | Total de votos válidos       | Total de votos válidos     | 364.851                         | 88,73%                          | 348.085                         | 86,94%                          |
| → Votos em branco      | → Votos em branco            | → Votos em branco          | 16.109                          | 3,92%                           | 15.164                          | 3,79%                           |
| → Votos nulos          | → Votos nulos                | → Votos nulos              | 30.189                          | 7,34%                           | 37.103                          | 9,27%                           |
| Total de votos         | Total de votos               | Total de votos             | 411.149                         |                                 | 400.352                         |                                 |
| Abstenções             | Abstenções                   | Abstenções                 | 111.120                         | 21,28%                          | 121.917                         | 23,34%                          |
| Total de inscritos     |                              |                            |                                 |                                 |                                 |                                 |

## Vereadores eleitos
| Candidato eleito              | Partido      | Votação | Porcentagem | Cidade onde nasceu | Unidade federativa |
| Tanilson Soares               | Avante       | 7.570   | 2,07%       | João Pessoa        | Paraíba            |
| João Corujinha                | PP           | 6.255   | 1,71%       | Guarabira          | Paraíba            |
| Milanez Neto                  | PV           | 6.238   | 1,71%       | João Pessoa        | Paraíba            |
| Bispo José Luiz               | Republicanos | 5.883   | 1,61%       | Rio de Janeiro     | Rio de Janeiro     |
| Dinho                         | Avante       | 5.480   | 1,50%       | Niterói            | Rio de Janeiro     |
| Eliza Virgínia                | PP           | 5.042   | 1,38%       | João Pessoa        | Paraíba            |
| Mikika Leitão                 | MDB          | 5.000   | 1,37%       | Sousa              | Paraíba            |
| Bosquinho                     | PV           | 4.902   | 1,34%       | João Pessoa        | Paraíba            |
| Odon Bezerra                  | Cidadania    | 4.805   | 1,32%       | João Pessoa        | Paraíba            |
| Zezinho do Botafogo           | Cidadania    | 4.641   | 1,27%       | João Pessoa        | Paraíba            |
| Chico do Sindicato            | Avante       | 4.413   | 1,21%       | Coremas            | Paraíba            |
| Guga                          | PROS         | 4.389   | 1,20%       | João Pessoa        | Paraíba            |
| Durval Ferreira               | PL           | 4.285   | 1,17%       | João Pessoa        | Paraíba            |
| Damásio Franca Neto           | PP           | 4.251   | 1,16%       | João Pessoa        | Paraíba            |
| Bruno Farias                  | Cidadania    | 4.244   | 1,16%       | João Pessoa        | Paraíba            |
| Marmuthe Cavalcanti           | PSL          | 4.152   | 1,14%       | Juazeiro do Norte  | Ceará              |
| Emano Santos                  | PV           | 4.126   | 1,13%       | João Pessoa        | Paraíba            |
| Marcos Henriques              | PT           | 3.927   | 1,08%       | Areia              | Paraíba            |
| Marcos Bandeira               | PMB          | 3.875   | 1,06%       | Guarabira          | Paraíba            |
| Thiago Lucena                 | PRTB         | 3.864   | 1,06%       | João Pessoa        | Paraíba            |
| Toinho Pé de Aço              | PMB          | 3.404   | 0,93%       | João Pessoa        | Paraíba            |
| Marcílio do HBE               | Patriota     | 2.731   | 0,75%       | Patos              | Paraíba            |
| Dr. Luiz Flávio               | PSDB         | 2.722   | 0,75%       | João Pessoa        | Paraíba            |
| Carlão Pelo Bem               | Patriota     | 2.332   | 0,64%       | João Pessoa        | Paraíba            |
| Tarcísio Jardim               | Patriota     | 2.273   | 0,62%       | João Pessoa        | Paraíba            |
| Junio Leandro Agente de Saúde | PDT          | 2.233   | 0,61%       | João Pessoa        | Paraíba            |
| Coronel Sobreira.             | MDB          | 1.909   | 0,52%       | João Pessoa        | Paraíba            |